# Войвозьке міське поселення
Войво́зьке міське поселення (рос. Войвожское городское поселение) — муніципальне утворення у складі Сосногорського району Республіки Комі, Росія. Адміністративний центр — селище міського типу Войвож.

## Населення
Населення — 2887 осіб (2017, 3426 у 2010, 4227 у 2002, 6543 у 1989).

## Склад
До складу поселення входять такі населені пункти:
| Населений пункт              | Населення, осіб (1989) | Населення, осіб (2002) | Населення, осіб (2010) |
| ---------------------------- | ---------------------- | ---------------------- | ---------------------- |
| Верхня Омра, селище          | 530                    | 178                    | 39                     |
| Войвож, селище міського типу | 5536                   | 3920                   | 3387                   |
| Дорожний, селище             | 477                    | 129                    | -                      |